# Pentatlo moderno nos Jogos Olímpicos de Verão de 2008 - Qualificação
Cada CON (Comitê Olímpico Nacional) pode increver 2 atletas em cada evento. As vagas em cada evento foram atribuídas como segue:
| Evento                                         | Data            | Local          | Vagas |
| ---------------------------------------------- | --------------- | -------------- | ----- |
| Campeonato Mundial 2007                        | 16-21 Ago, 2007 | Berlim         | 3     |
| Final da Copa do Mundo 2007                    | 15-16 Set, 2007 | Pequim         | 1     |
| Campeonato de Pentatlo Moderno da África 2007  | 22-25 Fev, 2007 | Cairo          | 1     |
| Campeonato de Pentatlo Moderno da Ásia 2007    | 8-14 Mai, 2007  | Tóquio         | 5     |
| Campeonato de Pentatlo Moderno da Oceania 2007 | 8-14 Mai, 2007  | Tóquio         | 1     |
| Jogos Pan-americanos de 2007                   | 21-22 Jul, 2007 | Rio de Janeiro | 4*    |
| Campeonato de Pentatlo Moderno da Europa 2007  | 6-13 Jun, 2007  | Riga           | 8     |
| Campeonato Mundial de Pentatlo Moderno de 2008 | 27 Mai, 2008    | Budapeste      | 3     |
| Ranking Mundial de Pentatlo                    | 1 Jun, 2008     | -              | 8**   |
| País-sede                                      | -               | Pequim         | 1     |
| Atletas convidados                             | -               | -              | 2     |
| TOTAL                                          |                 |                | 36    |

* O mais bem colocado da NORCECA, o mais bem colocado da América do Sul, e os dois mais bem colocados dos jogos Pan-Americanos.
** Se mais de um atleta por CON se classificar as vagas remanescentes serão alocadas através do Ranking Mundial.